# Hozumi Hasegawa
Hozumi Hasegawa (jap. 長谷川 穂積, Hasegawa Hozumi; * 26. Dezember 1980 in Nishiwaki, Präfektur Hyōgo, Japan) ist ein ehemaliger japanischer Profiboxer und ehemaliger WBC-Weltmeister im Bantamgewicht, Federgewicht und Superbantamgewicht. Er ist neben Naoya Inoue, Kōki Kameda, Kōsei Tanaka und Akira Yaegashi einer von fünf japanischen Boxern, welche Weltmeister in drei Gewichtsklassen werden konnten (Stand: 2021).

## Boxkarriere
Er begann seine Profikarriere 1999 im Bantamgewicht und gewann im Mai 2003 den OPBF-Titel, den er dreimal verteidigte. Am 16. April 2005 besiegte er überraschend Veeraphol Sahaprom (Kampfbilanz: 46-1) einstimmig nach Punkten und konnte den Titel im Anschluss zehnmal verteidigen, darunter gegen Simpiwe Vetyeka und Simone Maludrottu, sowie in einem Rückkampf gegen Veeraphol Sahaprom. Am 30. April 2010 verlor er den Titel durch eine TKO-Niederlage an Fernando Montiel.
In seinem nächsten Kampf am 26. November 2010, konnte er den ungeschlagenen Mexikaner Juan Burgos (25-0) einstimmig besiegen und dadurch WBC-Weltmeister im Federgewicht werden. Er unterlag jedoch in der ersten Titelverteidigung am 8. April 2011 durch TKO gegen Jhonny González.
Nach seinem Wechsel in das Superbantamgewicht verlor er am 23. April 2014 beim Kampf um den IBF-Weltmeistertitel gegen Kiko Martínez. Er siegte jedoch am 16. September 2016 durch TKO gegen Hugo Ruiz und gewann damit dessen WBC-Weltmeistertitel. Noch im Dezember 2016 erklärte er seinen Rücktritt als Weltmeister, ohne den Titel verteidigt zu haben.